# City of Cape Town Metropolitan Municipality
Die City of Cape Town Metropolitan Municipality (afrikaans Stad Kaapstad Metropolitaanse Munisipaliteit, isiXhosa isiXeko saseKapa) ist eine Metropolgemeinde in der Provinz Westkap in Südafrika. Sie liegt rund um das namensgebende Kapstadt. Die Metropolgemeinde dehnt sich über eine Fläche von 2460 Quadratkilometern aus und hatte gemäß Volkszählung von 2022 4.772.846 Einwohner bei 1.452.845 Haushalten.

## Geografie
Die Metropolgemeinde umfasst nicht nur die eigentliche Stadt Kapstadt, sondern darüber hinaus auch die Kap-Halbinsel, die Orte und Siedlungen an der False Bay bis Somerset West sowie die Gebiete an und nördlich der Tafelbucht. Einen wichtigen Flächenanteil nehmen die Cape Flats mit deren Siedlungen ein. Zum Gebiet der Metropolgemeinde gehören auch einige Inseln, wie Robben Island oder die unbewohnten Prinz-Edward-Inseln im südlichen Indischen Ozean, die gleichzeitig die südlichsten Gebiete Südafrikas darstellen.

## Geschichte
Die erste Vorläuferstruktur der Metropolgemeinde entstand auf gesetzlicher Basis durch den Local Government Transition Act von 1993 als Cape Town transitional metropolitan council und in Verbindung mit den Gebietsreformen für die Parlamentswahl 1994 im November desselben Jahres. Zunächst waren fünf regionale Territorialeinheiten mit 39 Subgebieten geplant. Der Kernbereich und damit das erste Territorium umfasste neben Kapstadt zudem die Gebiete von Crossroads, Ikapa und Pinelands. Diese standen zusammen unter der administrativen Verwaltung des Cape Town City Council. Ein Demarcation board (deutsch etwa: „Gebietsgrenzen-Komitee“) wurde 1994 gebildet, das nach Anhörungen in der Bevölkerung dem Cape Town Metropolitan Negotiating Forum im Frühjahr 1995 die neuen Stadtteilgrenzen vorschlug. Die landesweiten Kommunalwahlen wurden vom südafrikanischen Präsidenten auf den 1. November 1995 festgesetzt und dieser zum gesetzlichen Feiertag erklärt.
Von 1996 bis 2000 bildeten die sechs Gemeinden Kapstadt, Blaauwberg, Helderberg, Oostenberg, South Peninsula und Tygerberg das Cape Metropolitan Council. Die Metropolgemeinde wurde am 6. Dezember 2000 gegründet.

## Demografie

### Einwohnerzahl

Bevölkerungsdichte in Kapstadt

Die Metropolgemeinde Kapstadt hatte 2011 laut Volkszählung 3,74 Millionen Einwohner. Von 2001 bis 2011 lag das durchschnittliche jährliche Bevölkerungswachstum bei 2,6 %, was einer der höchsten Werte im Land ist. Das Bevölkerungswachstum ist seit langer Zeit entsprechend hoch, im Zeitraum von 1891 bis 1970 betrug es im Durchschnitt 3,1 %, von 1970 bis 2001 lag es bei 3,2 %. Der Anstieg der Einwohnerzahl ist sowohl auf hohe Geburtenraten als auch auf Zuwanderung aus anderen Landesteilen zurückzuführen. Für das Jahr 2035 wird eine Einwohnerzahl von 5,8 Millionen prognostiziert.
|               | Volkszählung 1891 | Volkszählung 1970 | Volkszählung 1985 | Volkszählung 1991 | Volkszählung 2001 | Volkszählung 2011 | Volkszählung 2022 |
| ------------- | ----------------- | ----------------- | ----------------- | ----------------- | ----------------- | ----------------- | ----------------- |
| Einwohnerzahl | 97.1141)          | 1.096.597         | 1.911.521         | 2.350.000         | 2.892.243         | 3.740.026         | 4.772.846         |

1) Einwohnerzahl der Kapdivision (Cape Division, 1717 km²)

### Bevölkerungsgruppen

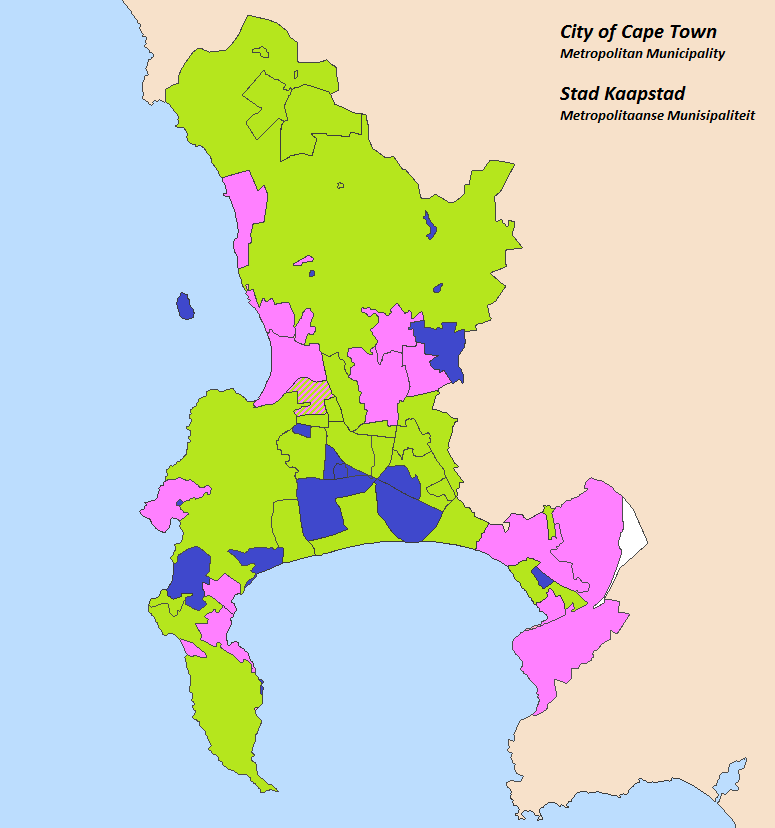
Karte mit Darstellung der jeweils größten Bevölkerungsgruppe in den Orten der Metropolgemeinde Kapstadt gemäß Volkszählung 2011 (hellgrün: Coloureds, dunkelblau: Schwarze, rosa: Weiße, weiß: unbewohnt)

In der Demografie machen die Coloureds (Farbige) als größte Bevölkerungsgruppe 42,4 % der Einwohner der Metropolgemeinde Kapstadt aus. Der Großteil der Coloureds sind aus der Vermischung von Khoisan als indigene Bevölkerung des westlichen Südafrikas sowie von Weißen und Schwarzen entstanden. Ebenfalls einen bedeutenden Anteil der Coloureds machen die Kapmalaien aus, deren kulturelles Zentrum Kapstadt ist. 38,6 % der Bevölkerung sind Schwarze, die fast ausschließlich dem Volk der Xhosa angehören. Der Anteil der Weißen, die meist britischer, niederländischer oder deutscher Herkunft sind, beträgt 15,7 % der Gesamtbevölkerung von Kapstadt und liegt damit deutlich über dem Landesdurchschnitt.
Historisch ergibt sich in Bezug auf die Zusammensetzung der Bevölkerung ein anderes Bild. Ende des 19. Jahrhunderts bestand jeweils etwa die Hälfte der Einwohner von Kapstadt aus Weißen und Coloureds. Schwarze (Bantu) gab es damals im westlichen Südafrika noch kaum. In Kapstadt stieg der Anteil der Schwarzen über das 20. Jahrhundert kontinuierlich, im Wesentlichen durch Zuwanderung von Xhosa aus dem Gebiet der heutigen Provinz Ostkap und durch deren hohe Geburtenraten. Noch im Jahr 2007 war fast die Hälfte aller schwarzen Einwohner von Kapstadt im Ostkap geboren. Der Anteil der schwarzen Bevölkerungsgruppe ist dementsprechend historisch stark angestiegen, von (1891) 1 % auf (2011) 39 %. Da sich die Geburtenrate der Farbigen etwa im Durchschnitt bewegt, hat ihr Anteil nur leicht abgenommen, von (1891) 49 % auf (2011) 42 %. Obwohl auch die absolute Zahl der Weißen stark angestiegen ist, von (1891) 25.400 auf (2011) 587.000, ist ihr Anteil an der Bevölkerung von 50 % auf 16 % zurückgegangen, weil ihre Geburtenraten am niedrigsten sind.
| Bevölkerungsgruppen   | Volkszählung 18911) | Volkszählung 1970 | Volkszählung 1996 | Volkszählung 2001 | Volkszählung 2011 |
| --------------------- | ------------------- | ----------------- | ----------------- | ----------------- | ----------------- |
| Coloureds             | 48,8 %              | 54,6 %            | 48,4 %            | 48,1 %            | 42,4 %            |
| Schwarze              | 1,4 %               | 9,9 %             | 25,1 %            | 31,7 %            | 38,6 %            |
| Weiße                 | 49,8 %              | 34,5 %            | 21,2 %            | 18,8 %            | 15,7 %            |
| Inder/Asiaten         | 0,0 %               | 1,0 %             | 1,5 %             | 1,4 %             | 1,4 %             |
| sonstige, ohne Angabe | –                   | –                 | 3,8 %             | –                 | 1,9 %             |

1) Zahlen für die Kapdivision (Cape Division, 1717 km²)
In der Kernstadt lebten gemäß Volkszählung 2011 44,6 % Coloureds, 32,3 % Weiße, 15,8 % Schwarze, 3,4 % Inder bzw. Asiaten und 3,9 % andere. Die Volkszählung 1891 ergab für die Stadt Kapstadt die folgende Verteilung der Bevölkerungsgruppen: 49,5 % Weiße, 49,4 % Coloureds (33,3 % Khoikhoi und 16,1 % Malaien) sowie 1,1 % Schwarze (Bantu).

### Sprachen

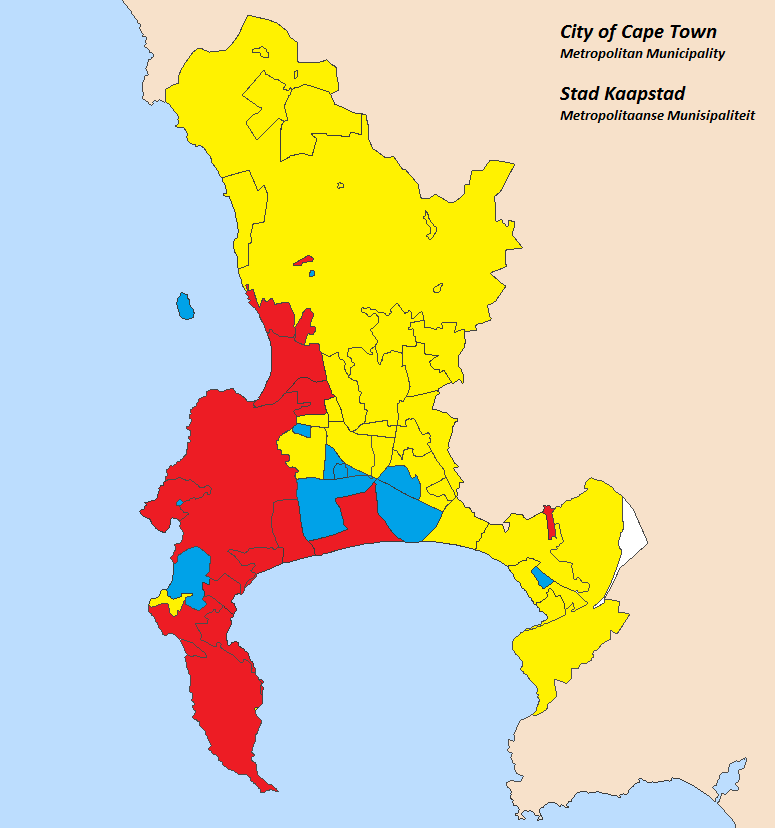
Karte mit Darstellung der jeweils häufigsten Sprache in den Orten der Metropolgemeinde Stadt Kapstadt gemäß Volkszählung 2011 (gelb: Afrikaans, rot: Englisch, blau: isiXhosa, weiß: unbewohnt)

In der Metropolgemeinde Kapstadt sind gemäß Volkszählung 2011 drei Sprachen verbreitet: 35,7 % Afrikaans, 29,8 % isiXhosa und 28,4 % Englisch. Ferner sprechen 1,0 % Sesotho, 0,5 % isiZulu und 4,6 % andere Sprachen. Die farbige Bevölkerungsmehrheit spricht zu zwei Dritteln Afrikaans und zu einem Drittel Englisch. Weiße sprechen etwas häufiger Englisch als Afrikaans. IsiXhosa ist die Hauptsprache der schwarzen Bevölkerungsgruppe. In der Kernstadt sprechen 67,7 % Englisch, 22,5 % Afrikaans, 2,7 % isiXhosa, 0,5 % isiZulu, 0,5 % Sesotho und 6,1 % andere Sprachen.
Erstsprachen 2001 nach Bevölkerungsgruppen, Metropolgemeinde Kapstadt:
| Sprache   | gesamt | Coloureds | Schwarze | Weiße  | Inder/ Asiaten |
| --------- | ------ | --------- | -------- | ------ | -------------- |
| Afrikaans | 41,4 % | 67,8 %    | 2,7 %    | 41,3 % | 14,3 %         |
| isiXhosa  | 28,8 % | 0,1 %     | 90,5 %   | 0,1 %  | 0,2 %          |
| Englisch  | 28,0 % | 31,8 %    | 2,4 %    | 57,0 % | 81,9 %         |
| Sesotho   | 0,7 %  | 0,0 %     | 2,1 %    | 0,0 %  | 0,0 %          |
| isiZulu   | 0,3 %  | 0,0 %     | 0,8 %    | 0,0 %  | 0,0 %          |
| sonstige  | 0,7 %  | 0,3 %     | 1,1 %    | 1,6 %  | 3,6 %          |

### Nationalitäten
Die Bevölkerung von Kapstadt besteht zu 98,8 % aus Südafrikanern und zu 1,2 % aus Ausländern.
| Volkszählung 2001 [veraltet] | nach Staats- bürgerschaft | nach Geburtsort |
| ---------------------------- | ------------------------- | --------------- |
| Südafrikaner                 | 98,8 %                    | 97,0 %          |
| sonstige Afrikaner           | 0,4 %                     | 1,2 %           |
| Europäer                     | 0,6 %                     | 1,4 %           |
| Asiaten                      | 0,1 %                     | 0,2 %           |
| Sonstige                     | 0,1 %                     | 0,2 %           |

### Wirtschaftliche Lage
Der Vergleich der wirtschaftlichen Lage der Bevölkerungsgruppen zeigt die weiterhin großen ethnischen Unterschiede. Das Einkommen von Weißen ist im Durchschnitt etwa zehnmal höher als das von Schwarzen, die Arbeitslosenquote mehr als zehnmal niedriger. Mit einem Bevölkerungsanteil von 19 % erbringen Weiße insgesamt fast 60 % der Gesamtwirtschaftsleistung der Metropolgemeinde.
| Volkszählung 2001[veraltet]             | gesamt   | Coloureds | Schwarze | Weiße    | Inder/ Asiaten |
| --------------------------------------- | -------- | --------- | -------- | -------- | -------------- |
| Offizielle Arbeitslosigkeit             | 29,2 %   | 24,5 %    | 49,8 %   | 4,7 %    | 12,0 %         |
| Durchschnittliches Einkommen (ZAR)      | 2020 ZAR | 1240 ZAR  | 630 ZAR  | 6320 ZAR | 2910 ZAR       |
| Durchschnittliches Einkommen (EUR)      | 300 EUR  | 180 EUR   | 90 EUR   | 920 EUR  | 430 EUR        |
| Anteil an der Gesamtwirtschaftsleistung | 100 %    | 29 %      | 10 %     | 59 %     | 2 %            |

### Kapstadt und die Folgen der Apartheid

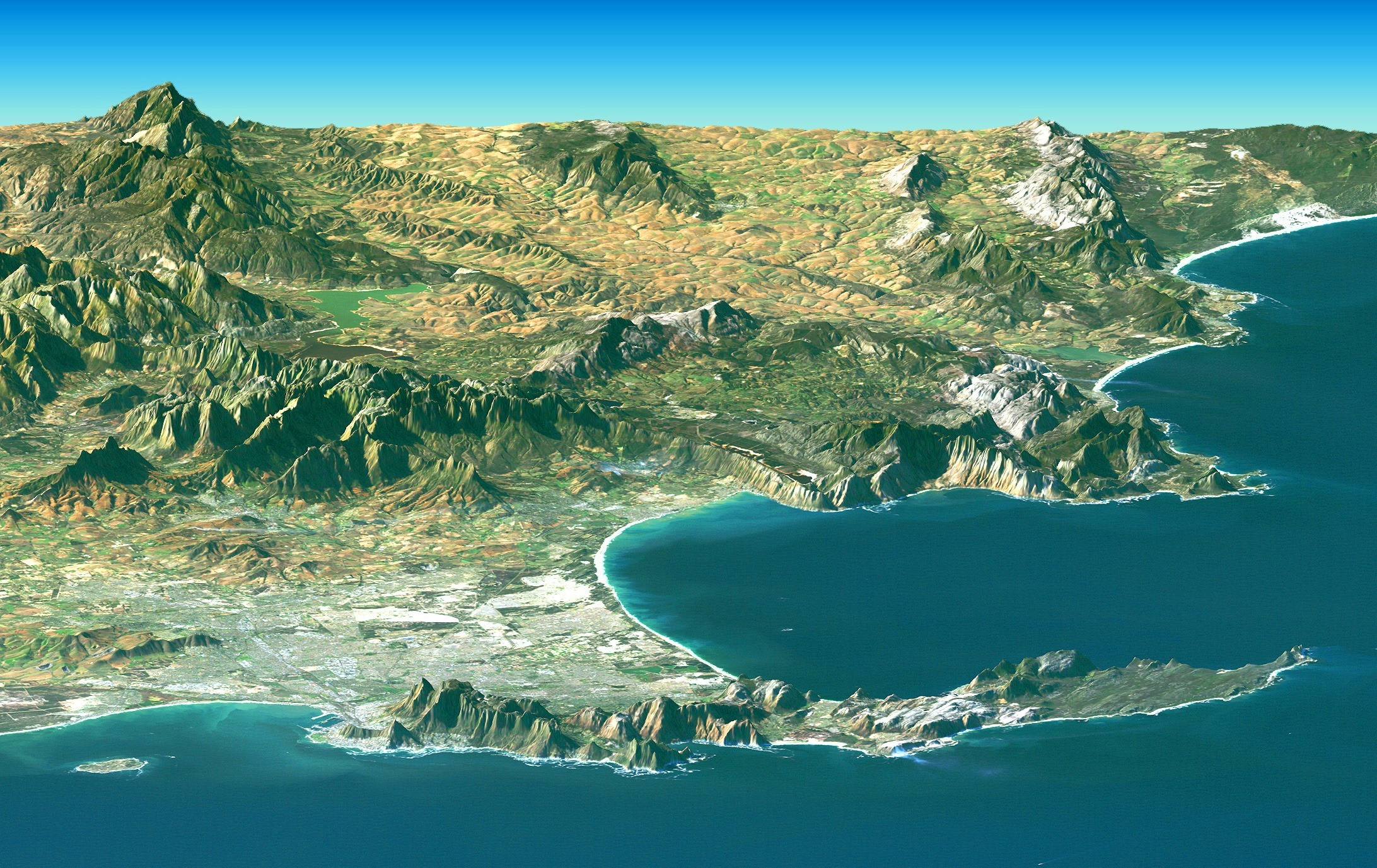
Computergeneriertes Bild der Kap-Halbinsel; es zeigt das Kap der guten Hoffnung am rechten unteren Rand, darüber die False-Bay. Kapstadt selbst befindet sich mittig am unteren Bildrand.

Kapstadt ist aufgrund der bis 1994 andauernden Apartheid eine stark entmischte Stadt. Innerhalb der ersten Siedlungsgebiete europäischer Einwanderer mit seinem rechtwinkligen Straßengrundriss befindet sich die Innenstadt. Sie lässt sich am ehesten mit dem Central Business District nordamerikanischer Städte vergleichen. In der Innenstadt befinden sich die Verwaltung, Dienstleistungseinrichtungen und Handel, während Wohnungen kaum zu finden sind. An diesen Innenstadtbereich grenzen Industrieviertel, vor allem der Hafenbereich mit dazugehörigen Gewerben wie Speditionen und Logistikunternehmen. Die Wohngebiete waren in Abhängigkeit von der Zugehörigkeit zu den Bevölkerungsgruppen über das Stadtgebiet verteilt. Die Weißen besaßen die besten Wohnlagen in Zentrumsnähe oder attraktiven Vororten. Daran schlossen sich die Gebiete der Coloured-Bevölkerung an, die aus ihren angestammten Wohngebieten in der Innenstadt, wie dem District Six, vertrieben wurden. Die schwarze Bevölkerung wurde in den am weitesten vom Zentrum entfernten Gebieten untergebracht. 1985 war Kapstadt die Stadt, in der die Rassentrennung am weitesten fortgeschritten war. Nur fünf Prozent der Einwohner lebten im „falschen“ Stadtteil.
Mit dem Ende der Apartheid gibt es auch keine diskriminierenden Regelungen mehr. Dennoch ändert sich der Zustand nur langsam. Erst einem geringen Teil der ehemals benachteiligten Bevölkerungsgruppen ist es bisher gelungen, in die zentrumsnäheren bzw. besser ausgestatteten Wohngebiete umzuziehen.

## Ortsteile
Zu den wichtigsten Orte in der Metropolgemeinde zählen folgende: Athlone, Atlantis, Belhar, Bellville, Blackheath, Blouberg, Blue Downs, Brackenfell, Cape Point, Kapstadt, Delft, Durbanville, Elsies Rivier, Fish Hoek, Goodwood, Gordon’s Bay, Grassy Park, Gugulethu, Hout Bay, Khayelitsha, Kommetjie, Kraaifontein, Kuils River, Langa, Macassar, Matroosfontein, Melkbosstrand, Milnerton, Mitchells Plain, Muizenberg, Noordhoek, Nyanga, Parow, Philadelphia, Philippi, Robben Island, Scarborough, Simon’s Town, Sir Lowry’s Pass, Somerset West, Southern Suburbs, Strand, Table View.

### Townships

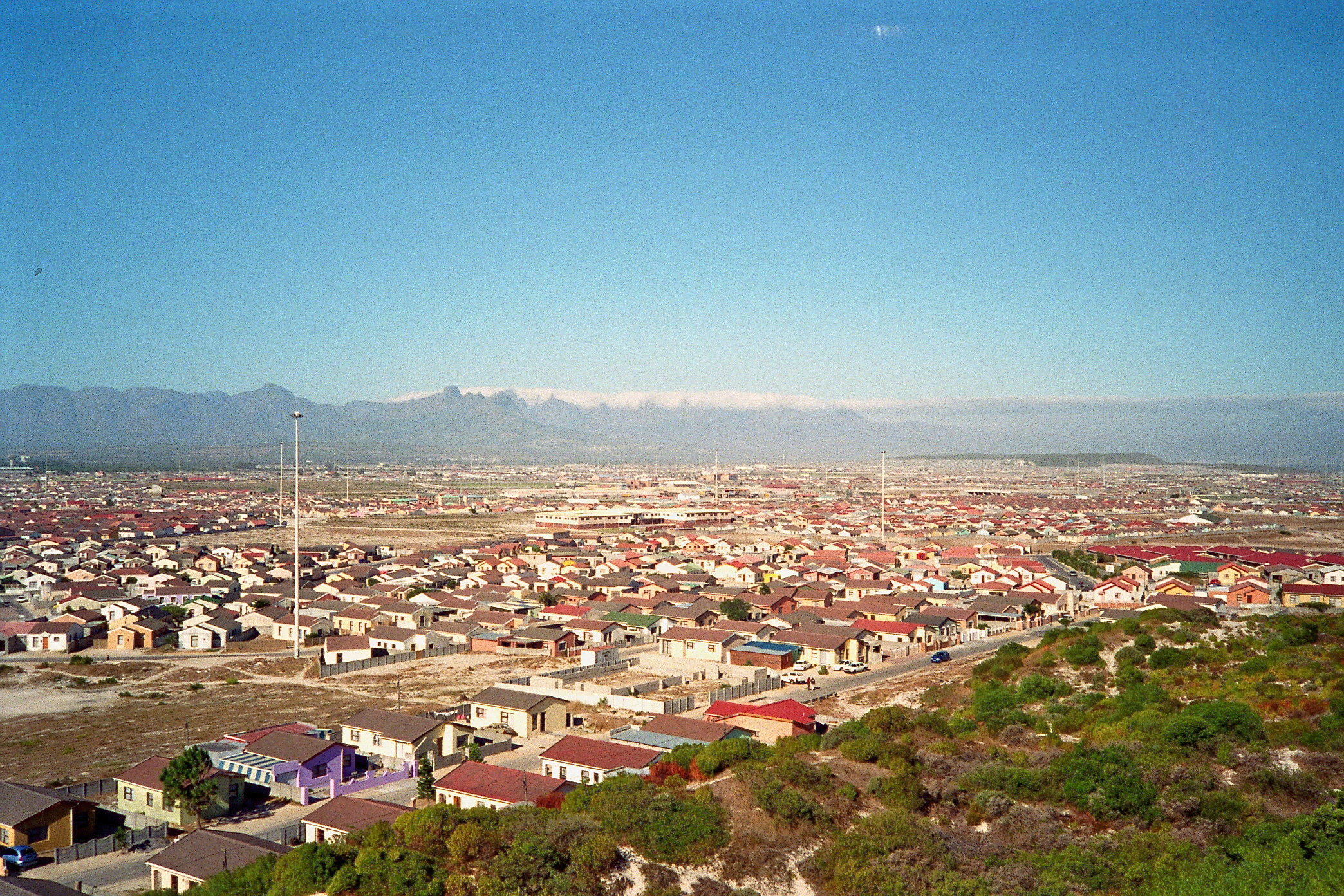
Blick über das Township Khayelitsha

Kapstadt hat mehrere Townships. Das älteste (ab 1927) ist Langa (isiXhosa, deutsch „Sonne“). Es liegt von allen Townships am dichtesten am Stadtzentrum. Die späteren Wohngebiete für Schwarze und Coloureds wurden immer am jeweiligen Stadtrand errichtet, meist in den Cape Flats östlich des Zentrums. In den 1950er und 1960er Jahren folgten Nyanga („Mond“) und Gugulethu („Unser Stolz“), in den 1970er Jahren folgte Crossroads und – für Coloureds – Mitchells Plain, in den 1980er Jahren Khayelitsha („Neue Heimat“), eines der größten Townships Südafrikas, und Philippi, ebenfalls für Coloureds. Die Lebensbedingungen waren meist schlecht und haben sich auch nach dem Ende der Apartheid nicht wesentlich verbessert. So traf die Dürre der Jahre 2015 bis 2018 die Bewohner der Townships besonders.
Für Touristen werden heute geführte Touren durch diese Townships angeboten. Seit etwa 2000 hat in den schwarzen Townships von Kapstadt der Islam durch Konversionen stark an Bedeutung zugenommen.

### Gough-Insel
Einen besonderen Fall bildet eine vom südafrikanischen Antarktisprogramm betriebene meteorologische Station auf Gough Island im Südatlantik. Obwohl die Insel politisch-administrativ zum britischen Überseegebiet St. Helena, Ascension und Tristan da Cunha gehört, wird die Forschungsstation Gough Island base als „district“ von den Kommunalbehörden Kapstadts verwaltet.

## Subcouncils (Stadtbezirke)

Die Subcouncils

Mit der Metropolgemeinde als administrativ-territoriale Struktur wurden ehemalige Vororte und einige frühere Nachbargemeinden zusammengefasst. Diese haben als Stadtteile und Gemarkungen eigene Namen. Für die politische Gliederung ist die Metropolgemeinde in Subcouncils (deutsch etwa: Unterbezirke und Unterbezirksratsversammlungen, sinngemäß Stadtbezirke) unterteilt. Jedes Subcouncil umfasst mehrere Wards, in denen die Vertreter bei Kommunalwahlen ermittelt werden. In Kapstadt gibt es 116 Wards. Demzufolge hat jedes Subcouncil die Befugnis, im Namen des Kapstädter Stadtrates zu handeln und in einem definierten Rahmen Entscheidungen in kommunalen Angelegenheiten zu treffen oder Anfragen an diesen weiterzuleiten. Die Vertretungen in den Subcouncils setzen sich wie folgt zusammen:
- Ward councillors (gewählte Kommunalvertreter)
- PR councillors (proportional representatives, von den Parteien delegierte Personen)
- subcouncil chairperson (Vorsitzender, als politische Spitzenfunktion von den Mitgliedern des Subcouncil gewählt)
- subcouncil manager (Verwaltungsleiter, vom City Manager/Stadtdirektor Kapstadts berufen)

Der Vorsitzende (subcouncil chairperson) bestimmt, wann und wo das Subcouncil zusammentritt. Er leitet die Sitzungen auf Grundlage der Geschäftsordnung.
Kapstadt ist administrativ aktuell (2024) in 21 Subcouncils unterteilt. Jedes dieser Subcouncils wird aus drei bis sechs Wahlkreisen (Wards) gebildet. Die 116 Wards in Kapstadt entsenden jeweils einen gewählten Repräsentanten in den Stadtrat (City Council, 231 Mitglieder). Das City Council ist das höchste demokratische Organ der Metropolgemeinde und wird für eine Amtszeit von fünf Jahren gewählt und ist Teil der Verwaltung mit gesetzlich definierten kommunalen Rechtsetzungskompetenzen. Das Gremium wählt den Executive Mayor (Bürgermeister), den Executive Deputy Mayor (Stellvertretender Bürgermeister) und den Speaker (in etwa „Präsident“ des Stadtrates). Der City Manager (etwa „Stadtdirektor“) wird berufen.
Die Subcouncils hatten bis zur Bildung des inzwischen nicht mehr existierenden 24. Distrikts Namen, diese werden aber nicht mehr verwendet (hier in Klammern):
1 (Blaauwberg), 2 (Bergdal), 3 (De Grendal), 4 (Tygerberg), 5 (Central), 6, (Bellville), 7 (Koeberg), 8 (Helderberg), 9 (Nxele Makana), 10 (Charlotte Maxeke), 11 (Looksmart Solwandle Ngudle), 12 (Mitchells Plain), 13 (David Mthetho Ntlanganiso), 14 (Miranda Ngculu), 15 (Pinelands), 16 (Good Hope), 17 (Athlone), 18 (Rondevlei), 19 (South Peninsula), 20 (Protea), 21 (Oostenberg), 22 (Lizo Nkonki), 23 (Adelaide Tambo) und 24 (Stand 2011).
Die ältesten Kapstädter Stadtteile entsprechen heute dem Sucouncil 16. Ein Großteil der touristischen Sehenswürdigkeiten befindet sich in diesem Bezirk. Von hier dehnte sich die Stadt Richtung Osten und Norden aus. Die meisten der Armenviertel, die sogenannten Townships, befinden sich im Osten der Metropolgemeinde in den Cape Flats.
Subcouncil 16 beinhaltet das Stadtzentrum mit Camps Bay, City Bowl, Clifton, Green Point, Hout Bay, Llandudno und Sea Point. Die Einwohnerzahl beträgt etwa 93.000. Die touristischen Bezeichnungen für diese Gebiete sind City Bowl und Atlantic Seaboard.
Östlich des Tafelberges befindet sich das Subcouncil 20 mit den Stadtteilen Bishopscourt, Constantia, Kenilworth, Newlands, Rondebosch und Wynberg. Hier wohnen etwa 155.000 Einwohner. Bekannt ist dieses Gebiet auch unter dem Namen Southern Suburbs, südliche Stadtteile.
Subcouncil 15 grenzt an die Innenstadtgebiete und umfasst Woodstock, Mowbray, Observatory und Salt River. Nach einem jahrzehntelangen Niedergang sind diese Gebiete wieder auf dem Weg der Besserung. Hier leben etwa 180.000 Menschen.
Subcouncil 1 liegt im Norden und umfasst Bloubergstrand, Milnerton, Table View und Paarden Island. Die Einwohnerzahl wird auf 235.000 Einwohner geschätzt. Das Gebiet wird auch als West Coast – Westküste – bezeichnet.
Die Kap-Halbinsel bildet Subcouncil 19. Fish Hoek, Kalk Bay, Muizenberg, Noordhoek, Simon’s Town und Tokai gehören dazu. Hier leben etwa 183.000 Einwohner.

## Verkehrsinfrastruktur

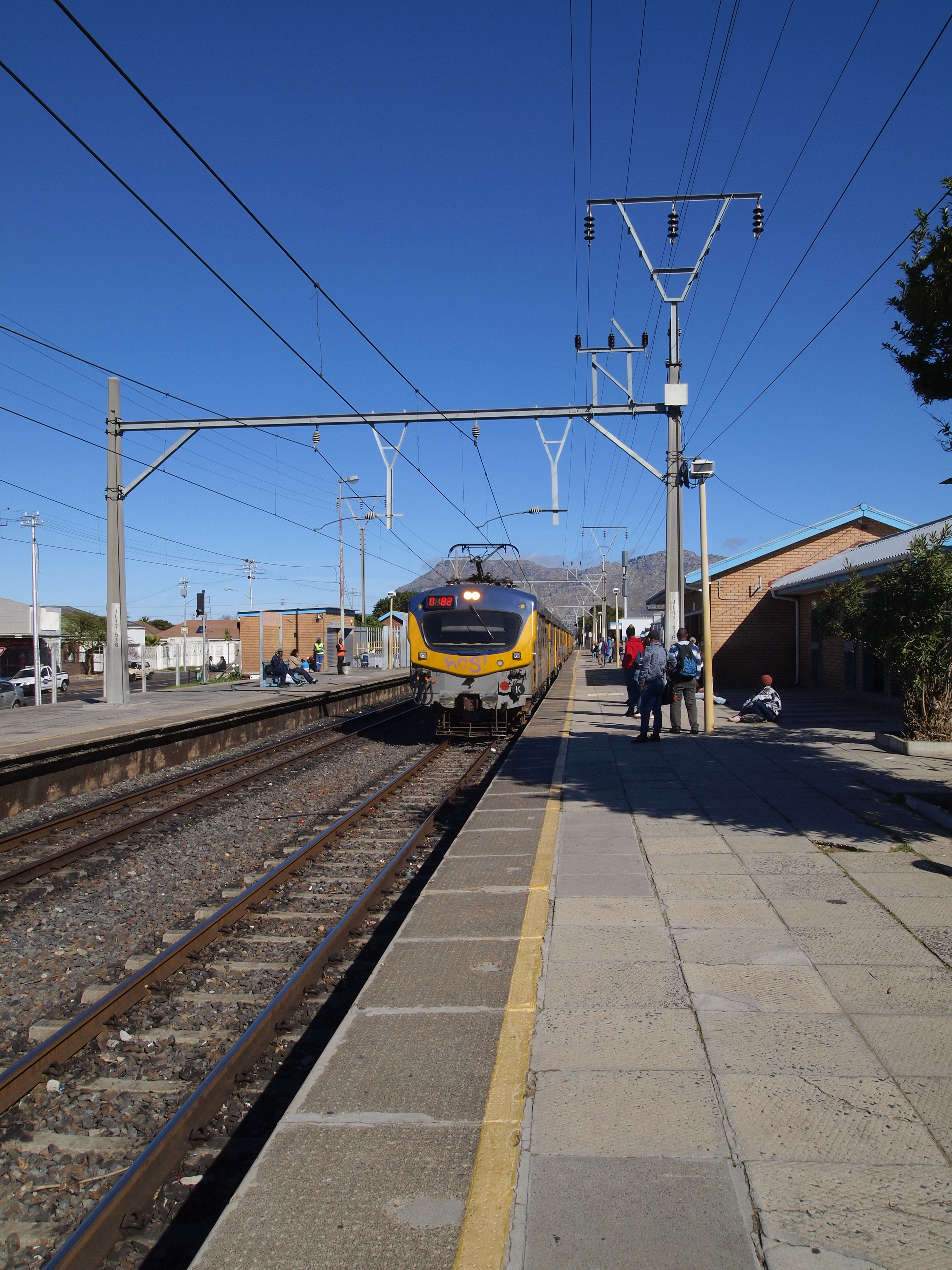
Ein einfahrender Zug der Metrorail (Bahnhof Heathfield)

Vom Hauptbahnhof Kapstadts ausgehend, verfügt die Region mit der Metrorail über eine S-Bahn-artige Regionalbahn und ein regionales Busnetz („Golden Arrow“).

## Trinkwasserinfrastruktur

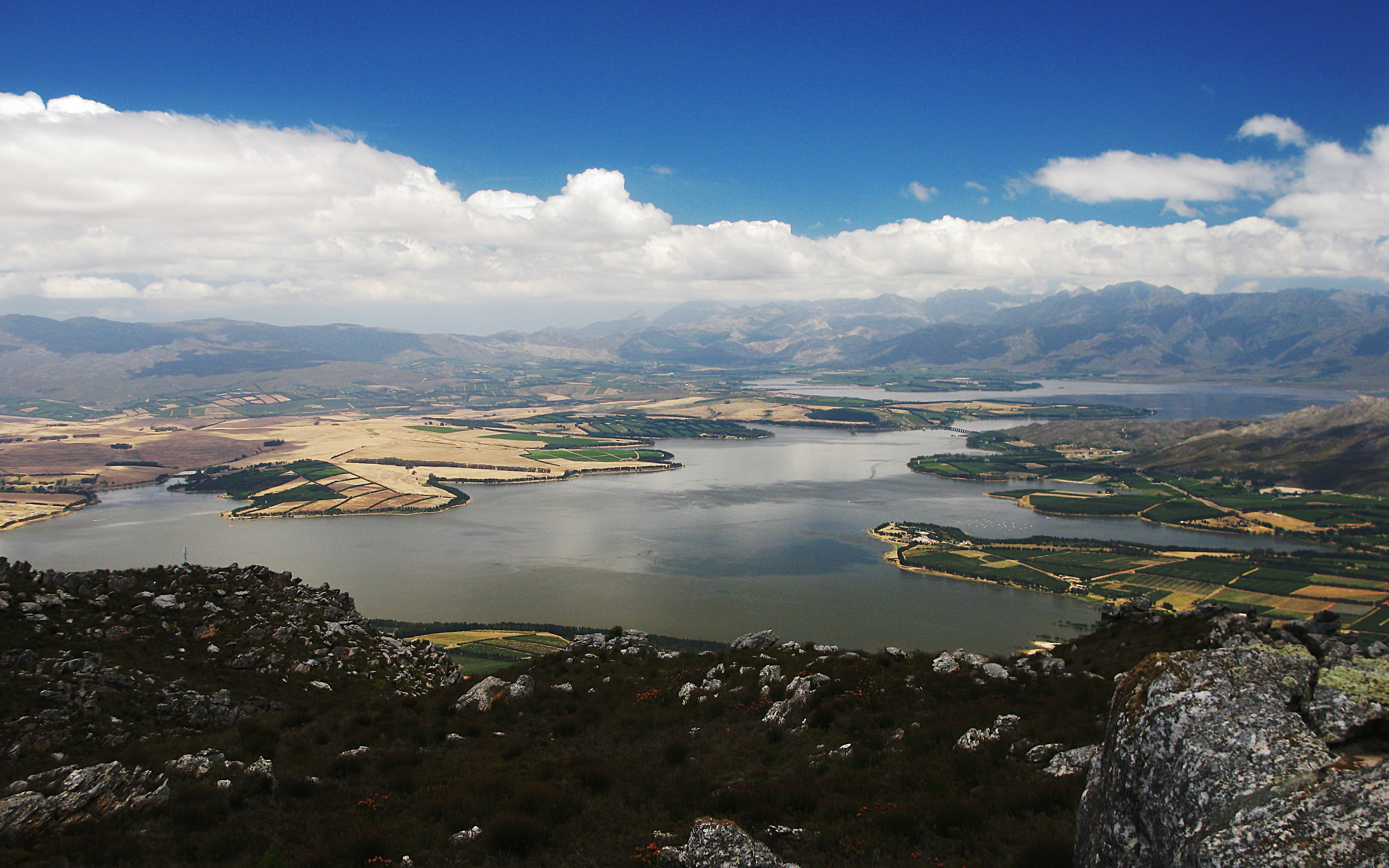
Der Theewaterskloof-Stausee

Die Trinkwasserversorgung für Kapstadt erfolgt hauptsächlich aus sechs Stauseen in der näheren und weiteren Umgebung der Metropolgemeinde. Sie ist in das Western Cape Water Supply System (WCWSS) integriert. Das sind im Einzelnen:
- Berg River Dam am Berg River (Kapazität: 130.010 Megaliter),
- Steenbras Dam-Lower am Steenbras River (Kapazität: 33.517 Megaliter),
- Steenbras Dam-Upper am Steenbras River (Kapazität: 31.767 Megaliter),
- Theewaterskloof Dam am Sonderend River (Kapazität: 480.188 Megaliter),
- Voëlvlei Dam am Voelvlei River (Kapazität: 164.095 Megaliter),
- Wemmershoek Dam am Wemmers River (Kapazität: 58.644 Megaliter).

Die Regulierung der Trinkwasserversorgung auf dem Gebiet von Kapstadt beruht auf einer Wassersatzung (By-law). Sie definiert die Bedingungen für die Inanspruchnahme des kommunalen Service.
Jüngste klimatische Verhältnisse haben im Ballungsraum Kapstadt eine Wasserversorgungskrise durch mangelnden Regenfall herbeigeführt. Die anhaltende Trockenheit hatte den Wasserstand in den Trinkwasserstaudämmen drastisch sinken lassen. Zu Beginn des Jahres 2017 sah sich die Stadtverwaltung gezwungen, die Einwohner zu erheblichen Wassereinsparungen aufzufordern.
Die Stadtverwaltung gibt auf ihrer Webpräsenz eine Übersicht zu den Wasserständen in den wichtigsten Speicherseen mit laufender, tagesaktueller Fortschreibung an. Es wird dabei zwischen einer Nutzung durch Einwohner und von gewerblichen Verbrauchern unterschieden. Für beide Gruppen gibt es im Rahmen des klimatisch verursachten Wassermangels differenzierte Einschränkungen.
Inzwischen kam der Begriff „Day Zero“ (deutsch: Tag Null) auf, an dem die Wasserversorgung bei unveränderten Verhältnissen über das bisherige Versorgungssystem enden würde. Diese kritische Zeitmarke wurde Anfang 2018 mit einer Frist von nur drei Monaten prognostiziert. Die Wasserkrise von Kapstadt hat die Überlegungen und Bemühungen um alternative Wassergewinnungsmöglichkeiten befördert; ebenso die Diskussion um Einsparpotenziale und die intensive Aufarbeitung von Abwasser. Als zeitnah ergreifbare Maßnahmen zusätzlich zu den bereits starken Einschränkungen werden seit der Jahreswende 2017/2018 folgende Schritte erwogen:
- Erbohren von und Notentnahmen aus Grundwasserleitern,
- mehrere transportable Entsalzungsanlagen in Betrieb nehmen,
- die tageweise Einstellung der Wasserversorgung in Wohngegenden, um den Verbrauch weiter zu senken.[24][25]

Die Erschließung weiterer Grundwasserreserven durch das Notfall-Grundwasserbohrprogramm der Stadt Kapstadt wurde begonnen. Geplant waren 222 Bohrungen. Bedenken hinsichtlich des Naturschutzes und weiterer ökologischer Aspekte haben inzwischen wieder zu einer starken Reduzierung solcher Aktivitäten geführt, weil durch die Grundwasserentnahme aus dem Tafelberggruppe-Aquifer (TMGA) mit erheblichen negativen Langzeitschäden für die Umwelt zu rechnen sei. Kritiker erwarten auch durch die Bohraktivitäten der Gemeinde Stellenbosch ähnliche Nachteile.

## Kulturlandschaften und Umweltschutz
Kulturlandschaften beinhalten wechselseitige Beziehungen zwischen gebauten und natürlichen Gegebenheiten. Auf dem Gebiet der Metropolgemeinde Kapstadt sind viele kleinere und größere schutzwürdige Objekte mit entsprechenden Merkmalen vorhanden. Einige Beispiele dafür sind:
- Gestaltete Landschaften: Rhodes Estate, Devil’s Peak
- Historische und gestaltete Hausgärten: in Welgelegen, in Mowbray
- Bäume, historische Freiflächen: The Glen, Camps Bay
- Feuchtgebiete, die für Freizeitzwecke genutzt werden: Khayelitsha Wetlands
- Historische Wasserkanäle und Wasserläufe: Government Avenue, Company’s Garden, Areal der Innenstadt von Kapstadt
- Bedeutende Baumalleen: Rosemead Avenue, Kenilworth
- Historische Siedlungen, Farmen und landwirtschaftliche Musteranlagen: Rural Philippi
- Panoramastraßen und Gebiete von besonderem kulturellem Wert: Boyes Drive, Kalk Bay
- Promenaden: Gordon’s Bay an der False Bay.

## Städtepartnerschaften
Kapstadt hat zu Städten weltweit Beziehungen unterschiedlicher Qualität, seien es formale Städtepartnerschaften, Städtefreundschaften oder -kooperationen oder anderweitige Beziehungen. Diese Städte sind:
| - Accra, Ghana, seit 2018 - Buenos Aires, Argentinien, seit 2017 - Atlanta, Georgia, USA, seit 2016 - Malmö, Schweden, 2016 - Monterrey, Nuevo León, Mexiko, seit 2016 - Hangzhou, Volksrepublik China, seit 2015 - Shenzhen, Volksrepublik China, seit 2015 - Houston, Texas, USA, seit 2015 - Wuhan, Volksrepublik China, seit 2015 | - München, Bayern, Deutschland, seit 2015 - Izmir, Türkei, seit 2014 - Bujumbura, Burundi, seit 2014 - Miami-Dade County, USA, seit 2013 - Varna, Bulgarien, seit 2012 - Aachen, Nordrhein-Westfalen, Deutschland, seit 2012 - Rio de Janeiro, Brasilien, seit 2011 - Huangshan, Volksrepublik China, seit 2010 |